# Cerkiew Wniebowstąpienia Pańskiego w Moskwie (Kołomieńskie)
Cerkiew Wniebowstąpienia Pańskiego – prawosławna cerkiew w Moskwie, na terenie dawnej rezydencji wielkich książąt moskiewskich, a następnie carów w Kołomieńskie; w dekanacie św. Daniela Słupnika eparchii moskiewskiej miejskiej Rosyjskiego Kościoła Prawosławnego. 
Wyświęcona w 1532. Zabytek wpisany na listę Światowego Dziedzictwa UNESCO.

## Historia
Rezydencję władców Moskwy wzniósł we wsi Kołomieńskie Iwan III Srogi. Cerkiew Wniebowstąpienia Pańskiego z pewnością powstała z fundacji Wasyla III. Nie wiadomo, kiedy dokładnie rozpoczęto jej budowę. Cerkiewna tradycja łączy wzniesienie obiektu z narodzinami następcy tronu – Iwana; po jego przyjściu na świat Wasyl III wzniósł w Moskwie wiele świątyń prawosławnych. Być może jednak koncepcja budowy cerkwi pojawiła się już wcześniej, gdy Wasyl III rozwiódł się z Salomonidą Saburową i poślubił Helenę Glińską w 1526. Krok ten spotkał się z dezaprobatą znacznej części duchowieństwa i hierarchii cerkiewnej i budowa efektownej świątyni mogłaby być formą zadośćuczynienia. W takim wypadku prace nad wzniesieniem obiektu odwlekły się, gdyż władca poszukiwał odpowiedniego miejsca pod jego budowę i oczekiwał na przyjazd włoskiego architekta. Według jeszcze innej koncepcji świątynia powstała jako wotum za zwycięstwo nad Tatarami krymskimi. Cerkiew została ukończona w 1532, a poświęcił ją biskup kołomieński Wassian (Toporkow). W pobliżu świątyni w XVI w. wzniesiono również dzwonnicę, w której urządzono niewielką cerkiew św. Jerzego.
Niezależnie od intencji, z jakimi była wznoszona, cerkiew odgrywała również symboliczną rolę w projekcie uczynienia Moskwy Trzecim Rzymem i Nową Jerozolimą, centrum prawdziwego chrześcijaństwa. Wzgórze, na którym znajduje się Kołomieńskie, w nowej symbolice przestrzeni stolicy Rosji odgrywało rolę Góry Oliwnej. Architektura cerkwi miała zatem obrazować Wniebowstąpienie Pańskie, a zarazem powtórne przyjście Chrystusa, symbolizować potęgę Rusi – świętej ziemi wybranej przez Boga. Do ukończenia prac nad dzwonnicą Iwana Wielkiego cerkiew Wniebowstąpienia Pańskiego była najwyższą budowlą w Moskwie (jej wysokość przekracza 60 m).
Nierozstrzygniętą kwestią pozostaje autorstwo projektu cerkwi. Większość badaczy uważa, że plan świątyni jest dziełem włoskiego architekta zwanego na Rusi Piotrem Małym. Mniejsza grupa autorów jest zdania, że cerkiew zaprojektował artysta ruski. Cerkiew Wniebowstąpienia Pańskiego jest pierwszą na ziemiach ruskich kamienną świątynią krytą dachem namiotowym. Taki kształt dachu nawiązywał do dawnej symboliki namiotu, wznoszącego się nad miejscem świętym, wypełnionym łaską bożą. Taka forma dachu świątyni zbudowanej przy rezydencji władców wskazywała na szczególne obdarzanie tą łaską nie tylko wiernych gromadzących się w budynku, ale i rodziny panującej, całej Moskwy i całego państwa. 
Cerkiew Wniebowstąpienia Pańskiego była świątynią domową, przeznaczoną wyłącznie dla rodziny panującej. Była połączona z pałacem wielkich książąt, a następnie carów, krytą galerią. Pełniła również funkcje obronne – z niej sygnalizowano niebezpieczeństwo dla Moskwy od strony południowej. Za panowania Michała Romanowa w Kołomieńskie zbudowano jeszcze jedną cerkiew przeznaczoną dla rodziny władcy – cerkiew Kazańskiej Ikony Matki Bożej.
Kołomieńskie straciło znaczenie jako rezydencja carska po przeniesieniu stolicy do Petersburga. Cerkiew Wniebowstąpienia Pańskiego pozostawała celem pielgrzymek. W 1917 właśnie w tej świątyni znaleziono ikonę Matki Bożej „Władająca”, która zyskała następnie sławę cudotwórczej.
Po rewolucji październikowej cerkiew Wniebowstąpienia Pańskiego została zamknięta, podobnie jak wszystkie świątynie w Kołomienskim z wyjątkiem cerkwi Kazańskiej Ikony Matki Bożej. W dawnej rezydencji carskiej w Kołomienskim powstał kołchoz „Ogorodnyj gigant”, a następnie muzeum. Świątynia Wniebowstąpienia Pańskiego nadal jest własnością muzeum, posiadając równocześnie od 1994 status patriarszego metochionu (podworja). 
W 1996 zabytek został wpisany na listę Światowego Dziedzictwa UNESCO.